# Felipe Gil Gallango
Felipe Gil Gallango (Sevilla, España, 13 de marzo de 1868 - 1938), fue un pintor español.

## Biografía
De origen humilde, aprendió pintura en la escuela pública de mano del profesor Juan Naranjo, y más tarde fue el discípulo predilecto de Emilio Sánchez Perrier. Trabajó como carretero en el matadero municipal hasta que consiguió vivir de su pintura. Fue un pintor que destacó principalmente por sus paisajes. Llevó una vida bohemia y presumía de no haber sido pensionado por ninguna institución y que podía vivir de su obra. No perteneció a ninguna escuela ni a ninguna tendencia. Poco antes de fallecer, los amigos del pintor, encabezados por Daniel Vázquez Díaz, propusieron abrir una suscripción para comprar uno de sus cuadros con destino al Museo de Arte Moderno de Madrid.

## Obras
- Paisaje de Utrera
- Utrera
- Calle de Sevilla
- Molino de Alcalá